# 마이크로마케팅
마이크로마케팅(micromarketing)은 1988년 11월 영국 마케팅 언론에서 소비자 마케팅에 지리 인구학을 적용하는 것과 관련하여 처음 언급되었다. 마이크로마케팅의 주제는 1990년 2월 기사에서 더욱 발전되었으며, 이 기사에서는 지역 수준의 시장 이해와 다이렉트 마케팅의 맥락에서 개별 소비자에 대한 메시지의 개인화를 강조했다. 마이크로마케팅은 지역 시장, 다른 시장 부문 또는 개별 고객에게 다양하게 맞춤화되는 마케팅 전략을 의미하게 되었다.
마이크로마케팅은 마케팅 및 광고 활동이 소수의 타겟 소비자 그룹에 집중되는 마케팅 전략이다. 예를 들어, 시장은 제품 등급에 대한 헌신이나 특정 브랜드를 구매할 준비가 된 정도에 따라 좁은 클러스터로 그룹화될 수 있다. 접근 방식을 사용하려면 회사가 매우 좁은 시장 세그먼트를 정의하고 해당 세그먼트에 대한 제안 또는 캠페인을 맞춤화해야 한다. 이 접근 방식은 맞춤화 및 규모 경제 달성의 어려움으로 인해 비용이 더 많이 들 수 있지만 기술의 발전으로 소규모 그룹 또는 개인 고객에게 고도로 맞춤화된 제품을 제공할 수 있게 되었다. 나이키 ID(Nike ID)와 슈즈 오브 프레이(Shoes of Prey)는 이러한 접근 방식의 실제 사례로 종종 인용된다. 마이크로마케팅이 대량 맞춤화의 개념과 밀접한 관련이 있다는 것은 분명하다.
일부 문헌에서는 마이크로마케팅을 설명하기 위해 다른 레이블이 사용된다. 카라(Kara)와 카나크(Karnak, 1997)는 중요한 기사에서 미세 세분화(FS)를 "시장 세분화의 최종 발전으로 차별화된 마케팅과 틈새 마케팅을 결합하여 시장에서 가장 작은 그룹에 도달하는 것"이라고 언급했다. 리처드 테드로(Richard Tedlow, 1993)는 시장 세분화 시대의 논리적 확장으로 보았던 하이퍼 세분화의 증거를 발견했다고 생각했다. 이러한 접근 방식은 세분화에 대한 기존 접근 방식에서는 파악하기 어려운 방식으로 여러 세분화 변수를 결합한다.

## 같이 보기
- 마케팅
- 틈새시장
- 대량 고객화